# Bernkastel-Kues
Bernkastel-Kues är en 700 år gammal stad i Mosel-vinregionen. Den ligger på båda sidorna om Mosel. Bernkastel-Kues är en nationellt erkänd kurort. Den senmedeltida kardinalen, teologen och filosofen Nicolaus Cusanus föddes och verkade sedermera periodvis i staden. Bernkastel-Kues är känt för sin vinproduktion, och staden ordnar varje år en vinfestival i början av september.
Stadenen ingår i kommunalförbundet Verbandsgemeinde Bernkastel-Kues tillsammans med ytterligare 22 kommuner.

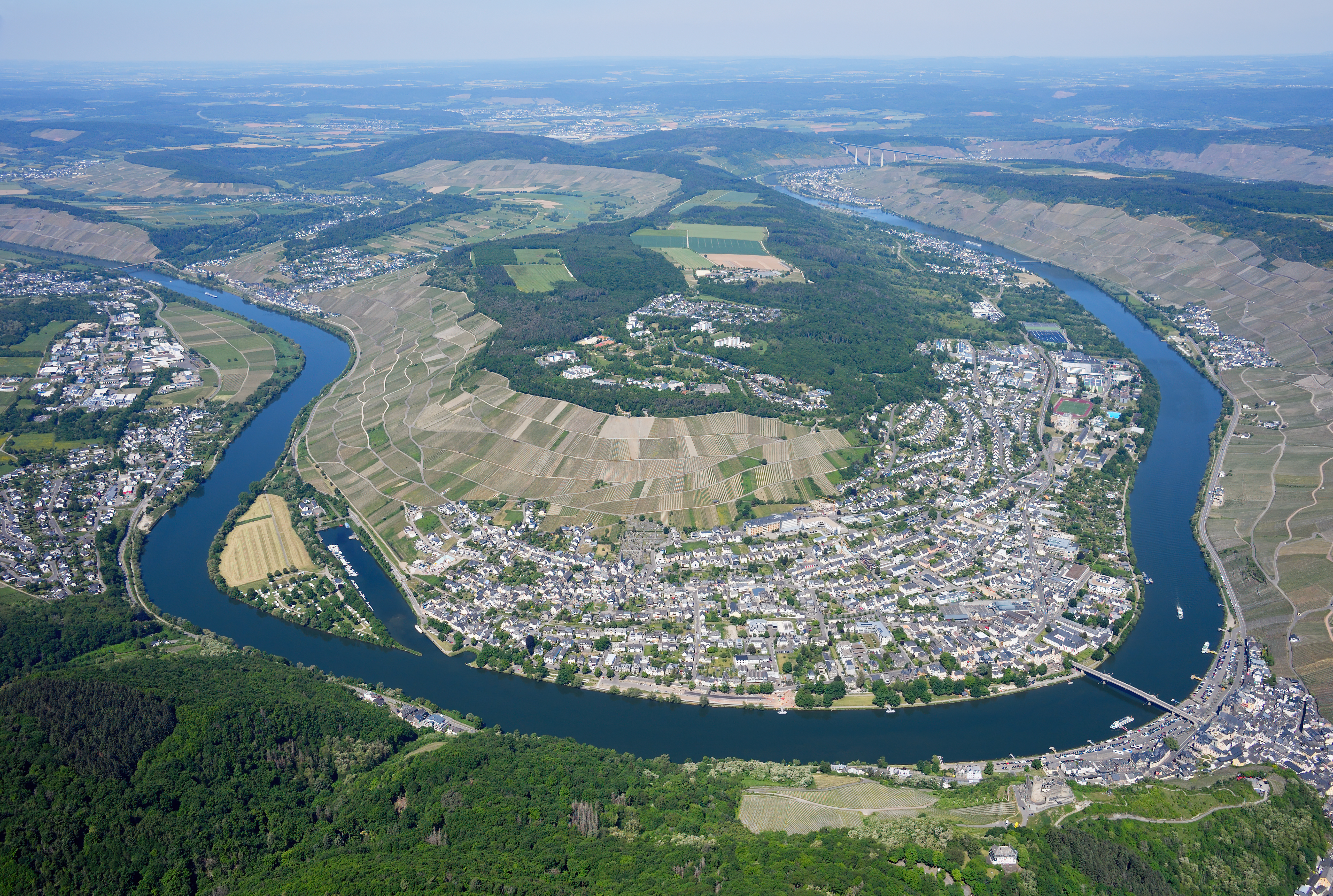
Flygfoto över Bernkastel-Kues
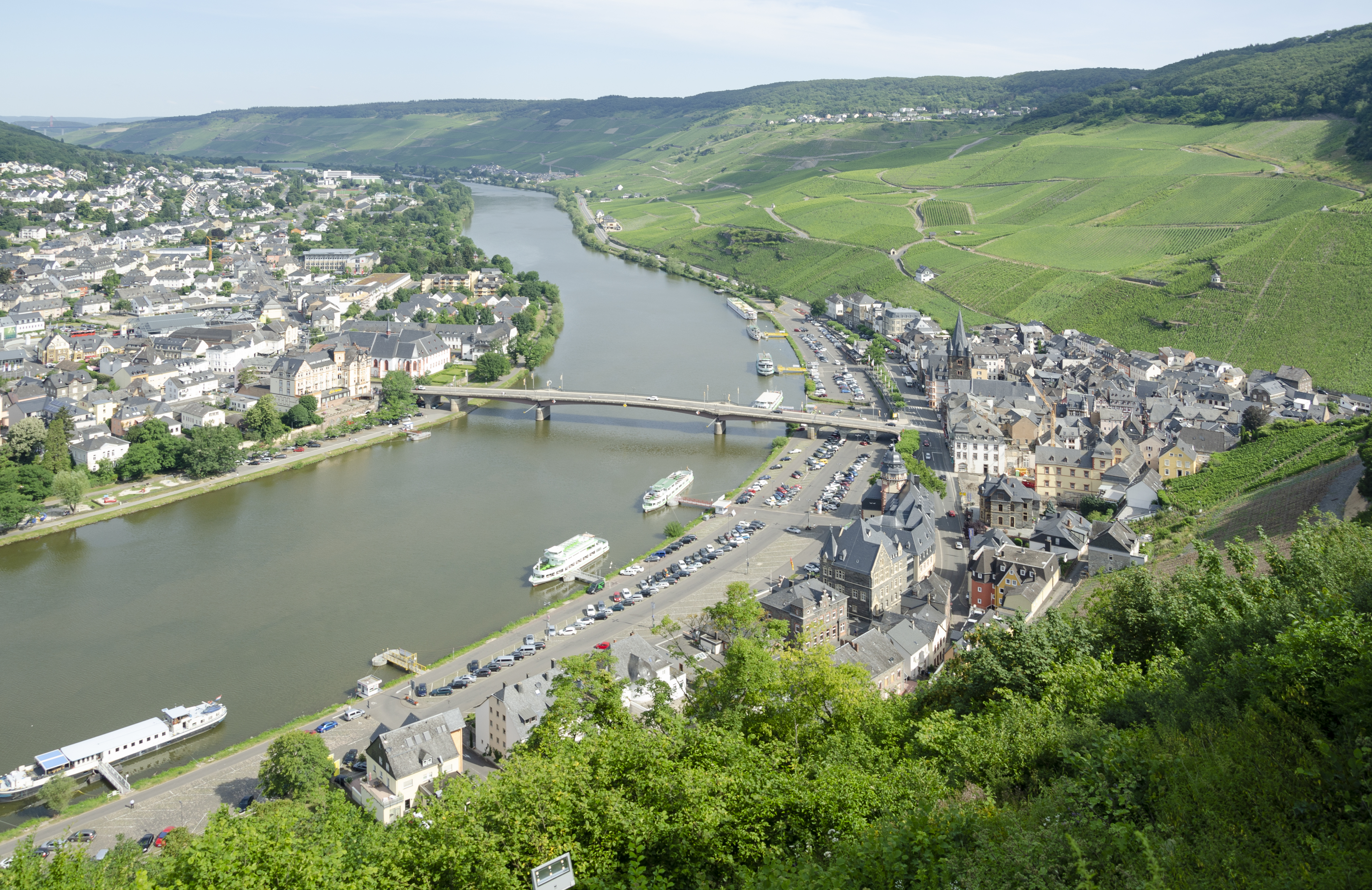
Utsikt över staden
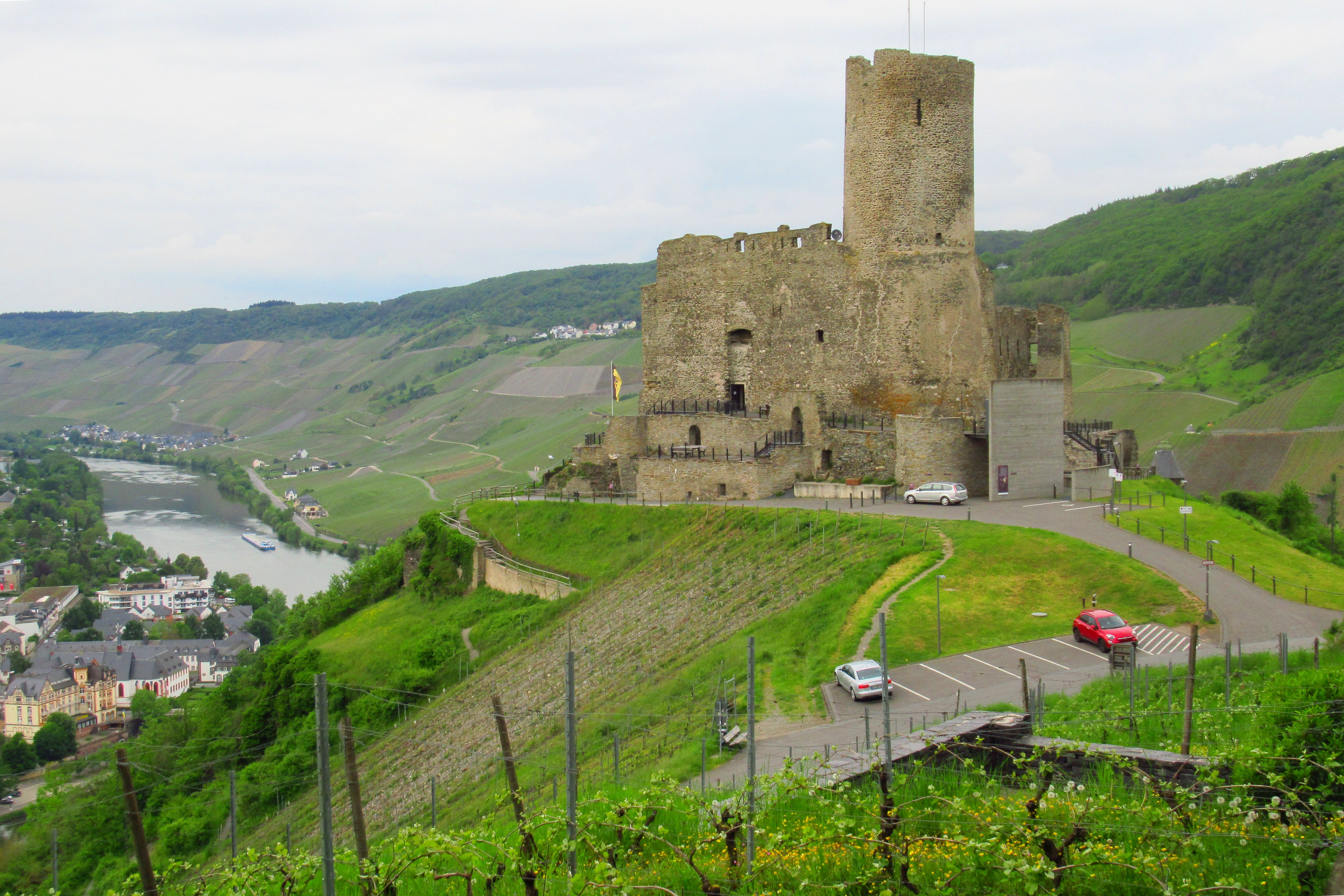
Borgen som ligger på kullen ovanför staden
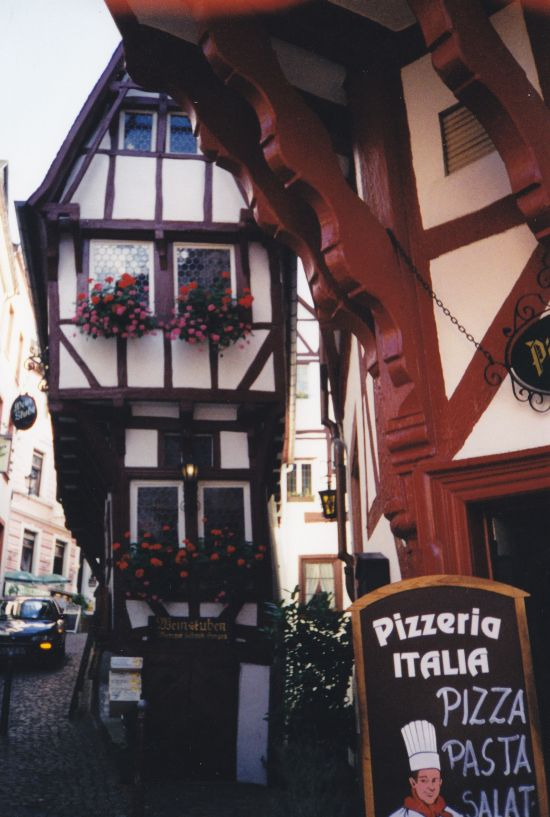
Ett av de smalaste hus som byggts inne i staden Bernkastel-Kues. Bilden är från år 1999